# Сушков, Михаил Андреевич
Михаил Андреевич Сушков (1848 — не ранее 1912) — член III Государственной думы от Курской губернии, гласный Курской городской думы, мещанин, ремесленник, занимался торговлей. В Государственной Думе состоял во фракции правых, был активным участником монархического движения.

## Биография

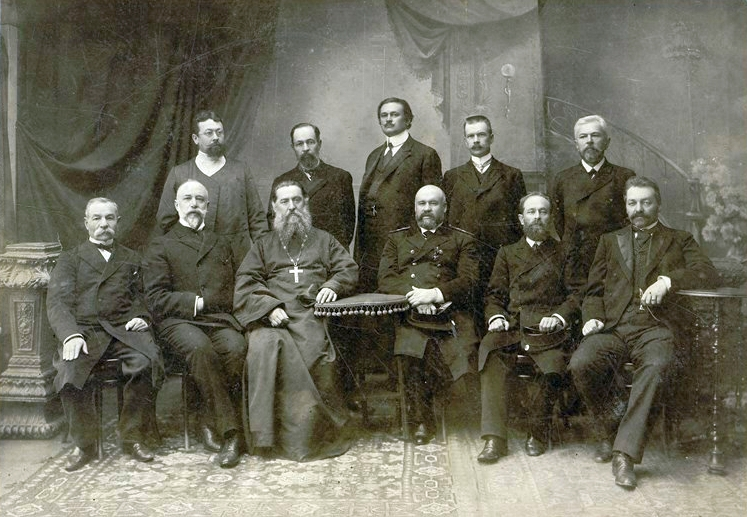
Депутаты Государственной думы Российской империи III созыва от Курской губернии. Стоят: Белогуров Н.А., Кривцов Я.В., Марков Н.Е., Шетохин Н.И., Ступин С.Н.; сидят: Сушков М.А., Барятинский И.В., Рождественский В.Ф., Доррер В.Ф., Шечков Г.А., Лукин В.В.

Окончил уездное народное училище. Ремесленник, занимался торговлей, владелел гончарной мастерской, занимался изготовлением изразцов, содержал трактир. Был гласным Курской городской думы в течение 30 лет, состоял в Курском мещанского и ремесленном обществе. Попечитель курской ремесленной школы (с 1909), инициатором и строителем которой являлся. В годы революции 1905—1907 годов был одним из лидеров Курской Народной партии порядка (КНПП). Делегат 3-го Всероссийского съезда Русских Людей в Киеве 1—7 октября 1906 (Всероссийский съезд Людей Земли Русской) от КНПП. Член Совета Курского губернского отдела Союза Русского Народа (1907). Член Курского отдела Императорского Православного палестинского общества. В Государственную Думу III созыва избран от Курской губернии. Член ряда думских комиссий: по рабочему вопросу, городской, по исполнению государственной росписи, по торговле и промышленности, пожарной. Активный борец за народную трезвость, автор законопроекта о воспрещении винокурения в России. В мае 1910 награждён по ведомству православного вероисповедания «за неслужебные отличия» шейной медалью на Андреевской ленте с надписью «За усердие».